# Droga wojewódzka 636
Die Droga wojewódzka 636 (DW 636) ist eine 29 Kilometer lange Droga wojewódzka (Woiwodschaftsstraße) in der polnischen Woiwodschaft Masowien, die Wola Rasztowska mit Zawiszyn verbindet. Die Strecke liegt im Powiat Wołomiński.

## Streckenverlauf
Woiwodschaft Masowien, Powiat Wołomiński
-  Wola Rasztowska (S 8)
- Roszczep
- Kozły
-  Wólka Kozłowska (DW 634)
- Rysie
- Jarzębia Łąka
- Mokra Wieś
- Nowinki
- Jadów
-  Zawiszyn (DK 50)